# Josefa Errázuriz
María Josefa Errázuriz Guilisasti (Santiago, 30 de septiembre de 1952), más conocida como «Pepa» Errázuriz, es una política chilena. Fue alcaldesa de la comuna de Providencia entre 2012 y 2016. Se desempeña como concejala de la misma comuna desde 2021 hasta 2024.

## Infancia y juventud
Hija del matrimonio conformado por Octavio Errázuriz Letelier y Virginia Guilisasti Tagle. Es hermana de Octavio Errázuriz, embajador de su país en los Estados Unidos entre 1989 y 1990, y de Virginia Errázuriz, artista visual, y prima del empresario y dirigente gremial, Rafael Guilisasti.
Estudió en el Colegio Villa María Academy de Santiago, desde donde egresó en el año 1969. Posteriormente, estudió la carrera de sociología en la Universidad de Chile, sin terminar dicha carrera.

## Vida pública
Josefa ha trabajado en poblaciones organizando y manejando centros juveniles, clubes deportivos, centros culturales, organizaciones parroquiales y coordinadoras territoriales.
En el año 1974, entró a trabajar como secretaria al PNUD. Tras jubilar, como gerenta de operaciones, se concentró en el trabajo ciudadano a través de organizaciones no gubernamentales, como la Unión de Juntas Vecinales de Providencia (2006-2008), Ciudad Viva, la Asociación Chilena de Zonas y Barrios Patrimoniales, la Agrupación por un Santiago a Escala Humana y la Red de Territorios Ciudadanos.
En mayo de 2012 ganó las elecciones primarias de Providencia organizadas por la oposición al alcalde Cristián Labbé, militante de la Unión Demócrata Independiente. Ahí resultó ganadora con un 39,7 %, superando a Cristóbal Bellolio de Red Liberal y Javier Insulza del Partido Socialista. En los comicios del 28 de octubre, fue elegida alcaldesa de Providencia, derrotando a Labbé, quien se había desempeñado como alcalde de la comuna por dieciséis años.
Asumió en el cargo el 6 de diciembre de 2012. Buscó infructuosamente la reelección en las elecciones municipales de 2016, pues fue derrotada por la candidata de Chile Vamos Evelyn Matthei.

## Controversias

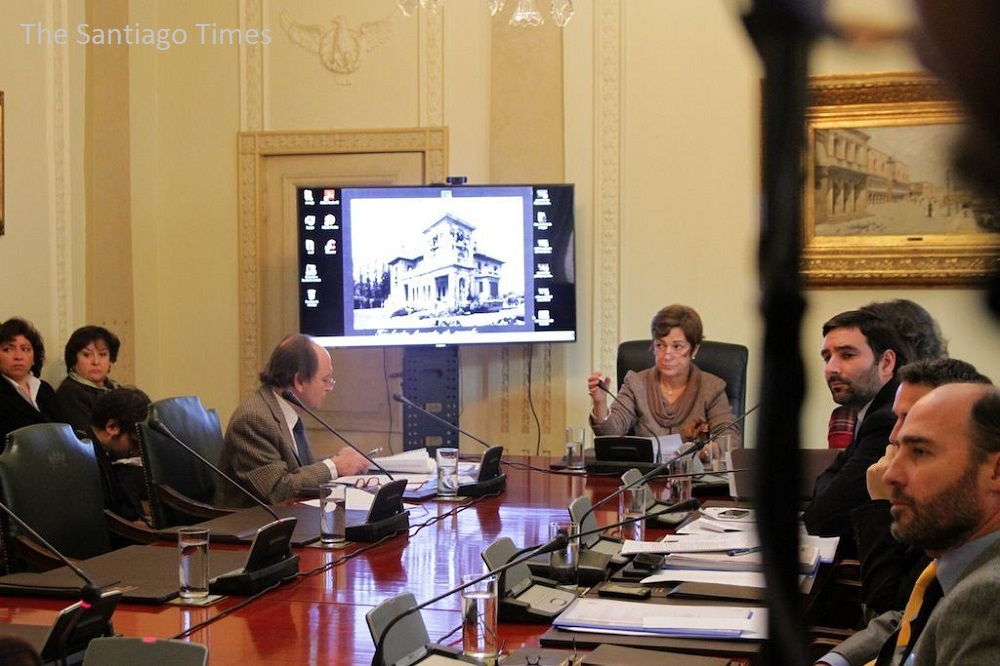
Errázuriz encabezando el concejo municipal del 2 de julio de 2013, donde se aprobó el cambio de nombre a Avenida Nueva Providencia.

En una entrevista realizada en septiembre de 2012, durante su campaña para la alcaldía de Providencia, Josefa Errázuriz manifestó ser contraria al matrimonio igualitario, lo que gatilló críticas de parte de agrupaciones LGBT. Posteriormente la entonces candidata se retractó de sus dichos, precisando que estaba a favor del matrimonio igualitario.
En junio de 2013 Josefa Errázuriz se vio envuelta en una polémica al iniciar el proceso de cambio de nombre de la Avenida 11 de Septiembre por Avenida Nueva Providencia, su nombre original. Un grupo de concejales de la Alianza —coalición de centroderecha— boicoteó la sesión donde se votaría el eventual cambio de nombre, calificándolo de un «capricho mediático», y alegaron una supuesta contradicción entre la vocación participativa de la alcaldesa y su negativa a someter la decisión a plebiscito comunal. Finalmente, el 2 de julio se logró el quorum necesario para sesionar y el cambio fue aprobado tras la votación de 4-1 en concejales y el apoyo de la alcaldesa.
En julio de 2013, en el contexto de las movilizaciones estudiantiles, un grupo de apoderados del Liceo Carmela Carvajal acusaron a la alcaldesa de «lavarse las manos» al avalar las tomas, situación que se produjo luego que la alcaldesa hiciera caso omiso al llamado de éstos para utilizar la fuerza pública y desalojar los colegios y liceos municipales.
En diciembre de 2014, un artículo del diario El Mostrador informaba que el 28 de junio de 2013, la alcaldesa utilizó el palacio municipal ubicado en Providencia para celebrar el matrimonio de su sobrino, lo que le valió nuevamente ser blanco de críticas. La alcaldesa respondió que "...cualquier vecino puede ocupar el Palacio Falabella".
El año 2017 la municipalidad de Providencia realiza una querella en contra de tres ex-empleados Eliécer Martínez, Mariano Rosenzvaig y Jaime Brito Jara, posteriormente la denuncia fue ampliada a la ya exalcaldesa Josefa Errazuriz, por su calidad de presidenta del directorio de la Corporación de Desarrollo Social. Esta querella se debe a la posible malversación de fondos además del mal uso de subvenciones escolares. Esta acusación se basa en una auditoría externa realizada por KPMG la cual encontró un déficit total de $6.925 millones entre subvenciones estatales y dineros de la CDS, muchos sin respaldo. Las mayores pérdidas se concentraron en las áreas de Administración, con 2.968 millones de pesos; Educación, con 2.792 millones de pesos; y Salud, con 1.164 millones de pesos. Estos ilícitos se cometieron en su periodo entre los años 2014 y 2016. El involucramiento de Josefa Errázuriz en la querella se debe a dos razones: 1. El secretario suplente de la Corporación, Eliécer Martínez, que también resultaba ser el director de finanzas municipal en su periodo, fue seleccionado por la alcaldesa 2. Legalmente, al presidente del directorio le corresponde la fiscalización de los usos de dinero de la entidad, por lo cual, se asume complicidad o negligencia de parte de su administración como presidenta del directorio.
En abril del 2019, Josefa Errazuriz fue declarada culpable por Contraloría por el pago indebido de 31 millones de pesos chilenos destinados a cancelar horas extras de 285 funcionarios del municipio. Sin embargo, no recibió ninguna condena, ya que hasta hace pocos meses ya había prescrito el delito.

## Historia electoral

### Elecciones municipales de 2008
- Elecciones municipales de 2008, para el Concejo Municipal de Providencia[16]

(Se consideran candidatos más de 4 % de los votos)
| Candidato                         | Pacto                          | Partido | Votos | %     | Resultado |
| --------------------------------- | ------------------------------ | ------- | ----- | ----- | --------- |
| Pilar Cruz Hurtado                | Alianza                        | RN      | 8912  | 13,80 | Concejal  |
| Carolina Leitao Álvarez-Salamanca | Concertación Democrática       | PDC     | 5808  | 8,99  | Concejal  |
| Carlos Goñi Garrido               | Alianza                        | UDI     | 5197  | 8,05  | Concejal  |
| Virginia Vial Valenzuela          | Alianza                        | UDI     | 5013  | 7,76  | Concejal  |
| Iván Noguera Phillips             | Alianza                        | UDI     | 4418  | 6,84  | Concejal  |
| Francisco Castellón Lira          | Alianza                        | UDI     | 4269  | 6,61  |           |
| Pedro Manuel Lizana Greve         | Alianza                        | ILE     | 3358  | 5,20  | Concejal  |
| Jorge Matthei Aranda              | Alianza                        | RN      | 3223  | 4,99  |           |
| Rodrigo García Márquez            | Concertación Progresista       | PPD     | 3079  | 4,77  | Concejal  |
| Josefa Errázuriz Guilisasti       | Independiente (Fuera de pacto) | IND     | 2822  | 4,37  |           |
| Pedro Vicuña Navarro              | Concertación Democrática       | PS      | 2748  | 4,25  | Concejal  |

### Elecciones municipales de 2012
- Primarias para la alcaldía de la comuna de Providencia

| Candidato                   | Pacto                          | Partido | Votos | %    | Resultado             |
| --------------------------- | ------------------------------ | ------- | ----- | ---- | --------------------- |
| Josefa Errázuriz Guilisasti | Independiente (Fuera de pacto) | IND     | 1444  | 39,7 | Candidata a alcaldesa |
| Cristóbal Bellolio Badiola  | Independiente (Fuera de pacto) | IND     | 1297  | 35,7 |                       |
| Javier Insulza Merlet       | Concertación Democrática       | PS      | 857   | 23,6 |                       |

- Elecciones municipales de 2012, para la alcaldía de Providencia[17]

| Candidato                   | Pacto                          | Partido | Votos  | %     | Resultado |
| --------------------------- | ------------------------------ | ------- | ------ | ----- | --------- |
| Josefa Errázuriz Guilisasti | Independiente (Fuera de pacto) | IND     | 37 680 | 55,93 | Alcaldesa |
| Cristián Labbé Galilea      | Coalición                      | UDI     | 29 697 | 44,07 |           |

### Elecciones municipales de 2016
- Elecciones municipales de 2016, para la alcaldía de Providencia[18]

| Candidato                  | Pacto                          | Partido | Votos  | %     | Resultado |
| -------------------------- | ------------------------------ | ------- | ------ | ----- | --------- |
| Evelyn Matthei Fornet      | Chile Vamos                    | UDI     | 32 092 | 53,22 | Alcaldesa |
| Josefa Errázuriz Gilisasti | Independiente (fuera de pacto) | IND     | 25 425 | 42,16 |           |
| Ivo Vukusich Cifuentes     | Poder Ecologista y Ciudadano   | PEV     | 1983   | 3,29  |           |
| Sergio Gómez Celedón       | Justicia y Transparencia       | UPA     | 402    | 0,67  |           |
| María José Cubillos Varas  | Pueblo Unido                   | PI      | 397    | 0,66  |           |

### Elecciones municipales de 2021
- Elecciones municipales de 2021 para el concejo municipal de Providencia[19]

| Candidato                    | Pacto                         | Partido | Votos | %    | Resultado |
| ---------------------------- | ----------------------------- | ------- | ----- | ---- | --------- |
| Manuel Monckeberg Balmaceda  | Chile Vamos                   | RN      | 7855  | 9,53 | Concejal  |
| Giovanka Luengo Figueroa     | Ecologistas e Independientes  | ILXZ    | 5051  | 6,13 |           |
| Macarena Fernández Donoso    | Frente Amplio                 | CS      | 3809  | 4,62 | Concejala |
| Raphael Bergoeing Vela       | Chile Vamos                   | EVO     | 3784  | 4,59 | Concejal  |
| Josefa Errázuriz Giulisasti  | Unidad por el Apruebo         | PPD     | 3387  | 4,11 | Concejala |
| Tomás Echiburú Altamirano    | Frente Amplio                 | RD      | 2374  | 2,88 | Concejal  |
| Consuelo Bravo Antúnez       | Chile Vamos                   | EVO     | 2371  | 2,88 |           |
| Christian Espejo Muñoz       | Chile Vamos                   | UDI     | 2365  | 2,87 |           |
| Carolina Plaza Guzmán        | Chile Vamos                   | UDI     | 2363  | 2,87 | Concejala |
| María Eugenia Pino García    | Frente Amplio                 | RD      | 2356  | 2,86 |           |
| Luis Ibacache Silva          | Chile Digno, Verde y Soberano | PCCh    | 2222  | 2,70 | Concejal  |
| Úrsula Eggers Gutiérrez      | Chile Digno, Verde y Soberano | PCCh    | 2039  | 2,47 |           |
| Julio Jung del Favero        | Unidad por el Apruebo         | PS      | 1862  | 2,26 |           |
| Pilar Fernández Balbuena     | Chile Vamos                   | UDI     | 1534  | 1,86 |           |
| Pablo Jaeger Cousiño         | Unidos por la Dignidad        | PDC     | 1494  | 1,81 | Concejal  |
| Juan Francisco Reyes Salgado | Chile Vamos                   | UDI     | 1456  | 1,77 |           |
| Matías Bellolio Salgado      | Republicanos                  | PRCh    | 1387  | 1,68 | Concejal  |
| Macarena Silva Energici      | Frente Amplio                 | RD      | 1223  | 1,48 |           |
| Cristofer Brunetti Núñez     | Chile Vamos                   | RN      | 1178  | 1,43 | Concejal  |
| Javier Ignacio Ortiz Tacchi  | Frente Amplio                 | Comunes | 1011  | 1,23 |           |